# シュヴァルツヴェルダー・キルシュトルテ

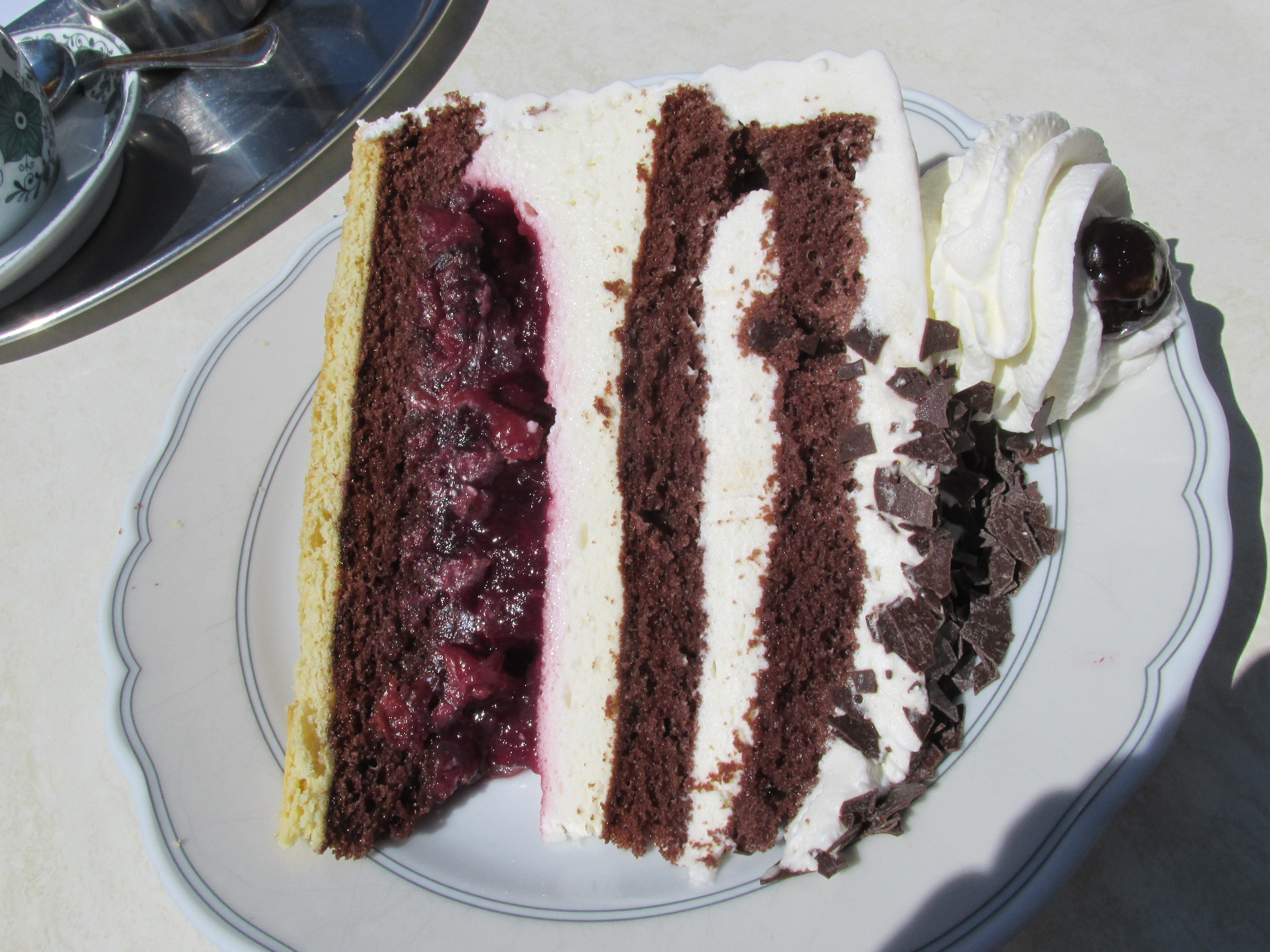
カットされたシュヴァルツヴェルダー・キルシュトルテ

シュヴァルツヴェルダー・キルシュトルテ（独: Schwarzwälder Kirschtorte）は、ドイツのシュヴァルツヴァルトに伝わるサクランボのケーキである。シュヴァルツバルト（黒い森）を模したチョコレートスポンジやシュヴァルツヴァルトの名産品の1つであるサクランボ（キルシュ）、生クリームを用いたケーキである。

## 概要
「黒い森のサクランボのケーキ」を意味する。名称が長いため、シュヴァルツヴェルダー、あるいはキルシュトルテでも通じることが多い。ドイツ系のケーキとしてはオーストリアのザッハトルテと並んで知名度が高い。
特徴としてはサクランボのブランデーであるキルシュヴァッサーがスポンジ生地にも生クリームにも含ませてあることが挙げられる。また、カットした際の断面、スポンジと生クリームを交互に挟んだ断層の模様が美しいことも特徴として挙げられる。
本場のシュヴァルツヴェルダー・キルシュトルテは非常に軟らかく、立たせることができず、カフェなどで注文した場合には皿に寝かせた状態で提供される。ウィーンのコンディトライでは固めに作られている。
フランス菓子にも採り入れられており、フォレ・ノワール（フランス語: forêt-noire、「黒い森」の意）と呼ばれている。

## 発祥
確認できるレシピは1934年の文献が最も古いが、それより100年は古くからシュヴァルツヴァルトの農家で作られていた。
次のような言い伝えが残されている。
- 19世紀前半、シュヴァルツヴァルトの農家の婦人が客をもてなす際に、家にあったありあわせの材料（小麦粉、生クリーム、キルシュヴァッサー、サクランボ）で自己流ケーキを作ったところ、これが好評となった。
- オランダ商人が材木の買い付けのためにシュヴァルツヴァルトを度々訪れ、シュヴァルツヴァルトの娘と恋仲になり結婚することになった。その結婚式で当時は珍しいオランダ産チョコレートを用いて供されたケーキが、このケーキである。